# The Woman the Germans Shot
The Woman the Germans Shot er en amerikansk stumfilm fra 1918 af John G. Adolfi.

## Medvirkende
- Julia Arthur - Edith Cavell
- Creighton Hale - Frank Brooks
- Thomas Brooks - George Brooks
- George Le Guere
- William H. Tooker - von Blissing
- J. W. Johnston
- Paul Panzer - von der Lancker
- Joyce Fair - Joan Clemons
- George Majeroni
- Sara Alexander
- Amy Dennis - Edith Cavell
- Fred Melville
- Martin Faust
- George Dupree
- Fred Kalgren - von Baring
- Louis Sturz - M. Kirschen